# Kožařka
Kožařka (Coriaria) je jediný rod čeledi kožařkovité (Coriariaceae) vyšších dvouděložných rostlin. Kožařky jsou keře se vstřícnými jednoduchými listy a drobnými květy. Jsou rozšířeny porůznu v jižní Evropě, Asii, na Novém Zélandu a v horách tropické Ameriky. Některé druhy se celkem zřídka pěstují v ČR jako okrasné a sbírkové rostliny.

## Charakteristika
Kožařky jsou vzpřímené nebo šplhavé keře. Listy jsou vstřícné (výjimečně přeslenité), téměř přisedlé, nevelké, s drobnými opadavými palisty. Čepel listů je celistvá, celokrajná, s žilnatinou od báze troj nebo pětižilnou. Na kořenech jsou často hlízky s bakteriemi fixujícími vzdušný dusík. Květy jsou drobné, pravidelné, většinou oboupohlavné, v převislých hroznech. Květenství jsou vrcholová nebo vyrůstají na loňských větvích. Kalich i koruna jsou z 5 lístků. Korunní lístky jsou drobnější než kališní, dužnatějící a vytrvalé. Tyčinek je 10. Gyneceum je svrchní, složeno z 5 až 10 volných nebo částečně srostlých plodolistů. V každém plodolistu je jedno vajíčko. Plodem jsou volné nažky obalené zdužnatělou korunou.

Rod zahrnuje 5 druhů (podle některých zdrojů až 20). Areál výskytu je velmi nespojitý. Vyskytují se ve Středomoří, východní a jihovýchodní Asii, na Novém Zélandu a v tropické Americe od Mexika po chilské Andy.

Přinejmenším některé druhy jsou opylovány větrem.
O způsobu šíření semen není nic známo.

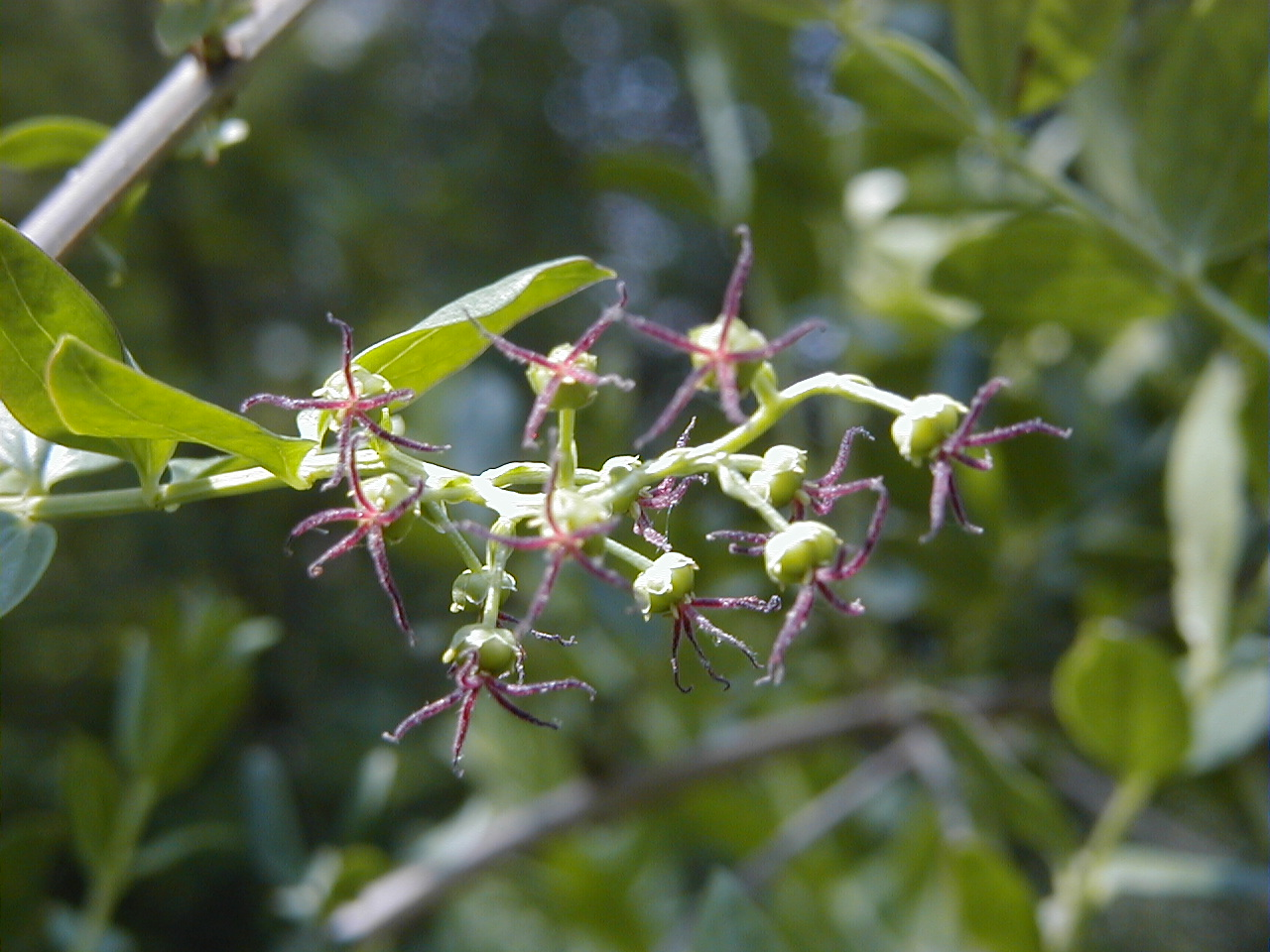
Odkvetlé květy kožařky Coriaria myrtifolia
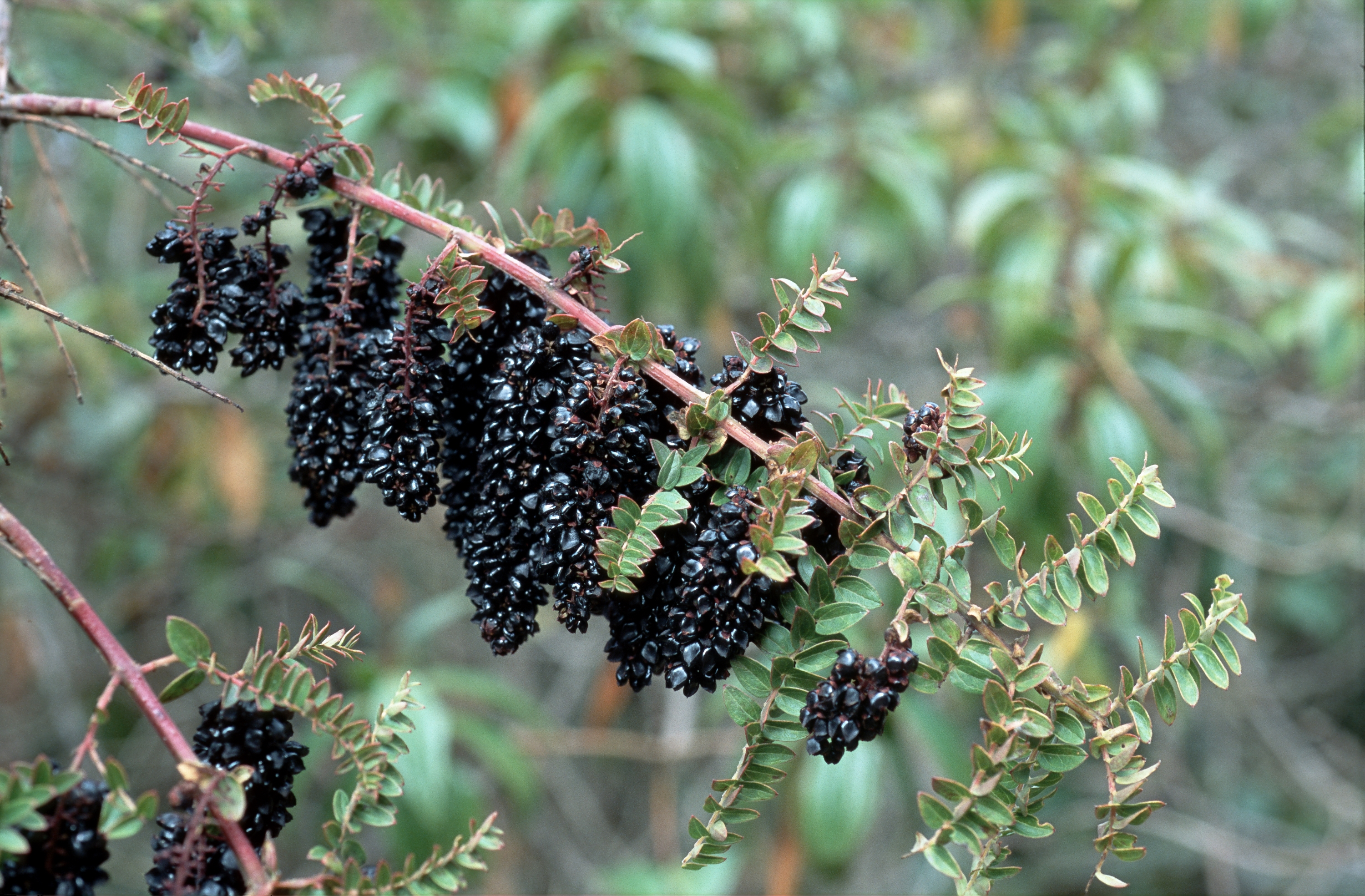
Plody kožařky Coriaria ruscifolia
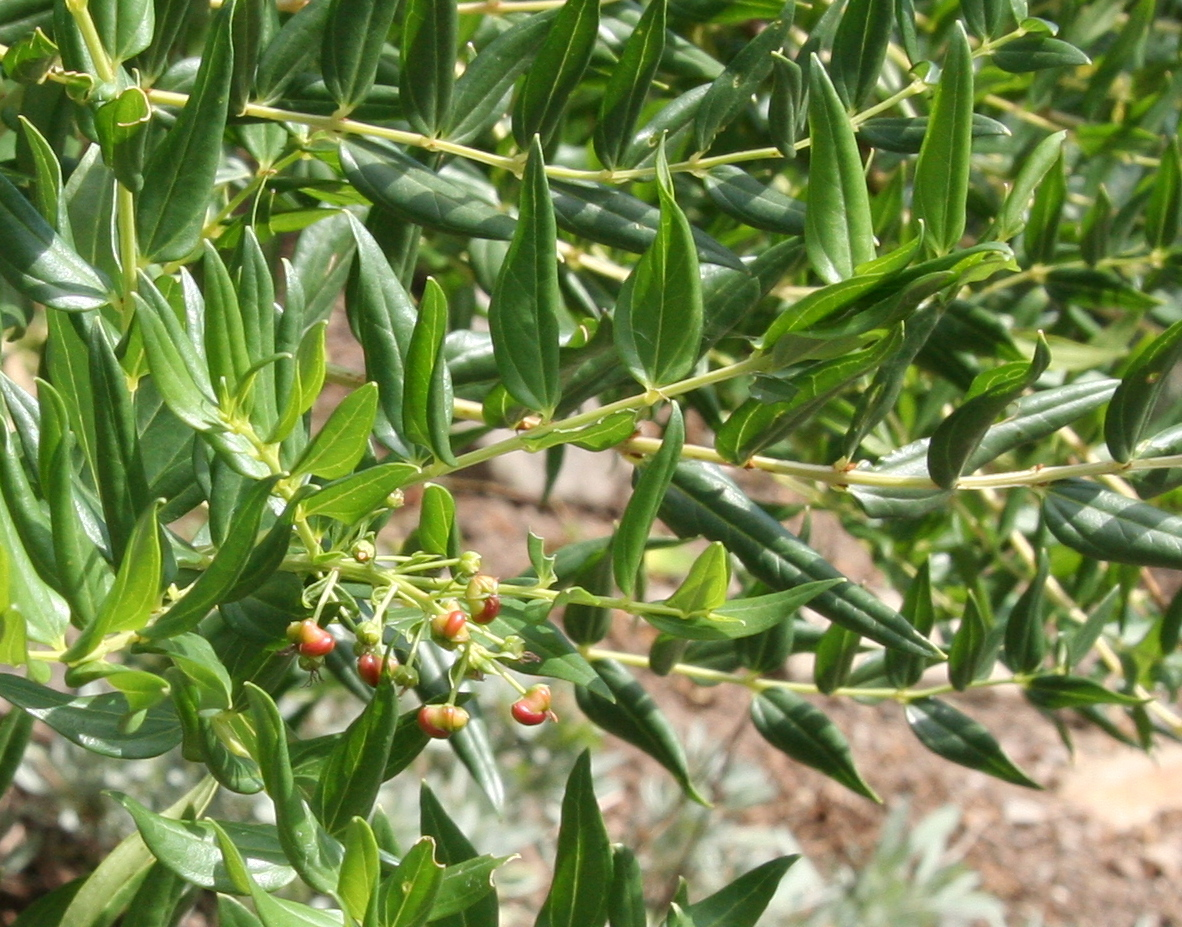
Plodící kožařka myrtolistá (Coriaria myrtifolia)

## Evropská květena
V Evropě se vyskytuje jediný druh, kožařka myrtolistá (Coriaria myrtifolia), rostoucí přirozeně v západním Středomoří od Portugalska po severní Itálii a Řecko a v severní Africe.

## Využití
Listy středomořské kožařky myrtolisté (Coriaria myrtifolia) byly v minulosti zdrojem třísla pro vydělávání kůží a výrobu inkoustu.

Prášek z listů byl používán k trávení much.
Prudce jedovaté plody Coriaria thymifolia (syn. C. microphylla) jsou v Andách používány jako halucinogen. Účinnou látkou je glykosid zatím neznámého složení.

Druhy kožařka japonská (Coriaria japonica) a kožařka čínská (Coriaria sinica) jsou mrazuvzdorné a vzácně pěstovány i v ČR jako okrasné rostliny.

V teplých krajinách je jako okrasný keř pěstována asijská kožařka Coriaria terminalis.